# Institut français de recherche pour l'exploitation de la mer
L'Institut français de recherche pour l'exploitation de la mer (Ifremer) est un établissement public à caractère industriel et commercial (EPIC) sous la tutelle du ministère de la Transition écologique et du ministère de l'Enseignement supérieur, de la Recherche et de l'Innovation.
Le budget de l'Ifremer est rattaché au programme 172 Recherche et enseignement supérieur du ministère de l'Enseignement supérieur, de la Recherche et de l'Innovation au titre du PLF 2016.
Cet institut est né de la fusion de deux organismes : le Centre national pour l'exploitation des océans (Cnexo) et l'Institut scientifique et technique des pêches maritimes (ISTPM) par le décret du 5 juin 1984.
L'Ifremer s'est doté en 2021 d'un nouvel organe, le Comité des Parties Prenantes, qui donne la parole aux acteurs de la société civile concernés par les questions liées aux océans.

## Missions
Les missions de cet établissement public à caractère industriel et commercial (Epic) sont les suivantes :
- connaître, évaluer et mettre en valeur les ressources des océans et permettre leur exploitation durable ;
- améliorer les méthodes de surveillance, de prévision, d'évolution, de protection et de mise en valeur du milieu marin et côtier ;
- favoriser le développement économique du monde maritime.

En collaboration avec les universités du littoral, les principaux organismes de recherche français, (CNRS, IRD, INRA et Shom) et l'Union européenne (DG Recherche, DG Pêche et DG Environnement), l'Ifremer participe à la stratégie nationale pour la mer et les océans.
L'Ifremer est en première ligne sur la priorité de cette stratégie, appelée « investir dans l'avenir », qui suppose de « mieux connaître pour mieux gérer ».

## Domaines d'activité
L'Ifremer concentre son action dans les domaines suivants :
- surveillance, usage et mise en valeur des mers côtières ;
- surveillance et optimisation des productions aquacoles ;
- ressources halieutiques ;
- exploration et exploitation des fonds océaniques et de leur biodiversité ;
- circulation et écosystèmes marins, mécanismes, évolution et prévision ;
- grands équipements au service de l'océanographie ;
- transfert de connaissances vers les entreprises et valorisation de ses activités.

L'Ifremer a publié des ouvrages retraçant ses activités de recherche. Les activités éditoriales sont désormais confiées aux éditions Quæ, qui regroupent les éditions de trois instituts de recherche : INRAE, Cirad, et Ifremer.
L'Ifremer détient 14 % de la société CLS (Collecte Localisation Satellites) basée à Ramonville (Haute-Garonne) et dont l'une des activités principales est l'océanographie opérationnelle.

### Accusations concernant la mortalité inhabituelle des huîtres
Face à la mortalité inhabituelle frappant les huîtres françaises depuis 2008, le tribunal administratif de Rennes, saisi en 2010 d’une demande d’enquête judiciaire, a sévèrement mis en cause le rôle de l'Ifremer face à l'infection herpétique qui touche les huîtres. Les ostréiculteurs accusent par ailleurs l’Ifremer d’être, via la création et commercialisation d’huîtres stériles modifiées au niveau des chromosomes et à croissance rapide, les huîtres « triploïdes », la cause d’un appauvrissement du patrimoine génétique des huîtres traditionnelles bivalves. Ces soupçons ont conduit une de leurs associations à saisir en référé le tribunal administratif de Rennes contre l’Ifremer en octobre 2014.

## Historique
La loi de finances du 31 décembre 1918 créé l'Office scientifique et technique des pêches maritimes (OSPTM), devenu l'ISTPM (Institut scientifique et technique des pêches maritimes), succédant au Service scientifique des pêches maritimes, lui-même successeur du Service technique des pêches maritimes.
Le Cnexo est lui créé en janvier 1967 par Yves La Prairie pour remplacer le Comexo (Comité pour l'exploitation des océans) constitué en décembre 1959. Pour lancer la nouvelle océanologie française, l'officier de marine décide de créer un centre en province, le Centre océanologique de Bretagne. Ce campus de recherche voit le jour à Plouzané, sur le site de la Pointe du Diable, où les premiers océanographes du Cnexo arrivent en 1969. Le choix de ce campus de recherche s'explique par sa proximité avec Brest, ville située en bord de mer, dotée d'une université et d'un arsenal.
L'Ifremer est issu de la fusion entre le CNEXO et ISTPM décidée en conseil des ministres le 1er décembre 1982 « afin d'assurer la cohérence et la pleine efficacité de la recherche marine ». La création officielle est entérinée par un décret du 5 juin 1984.
En 1985, Robert Ballard obtient un partenariat avec l'Institut français de recherche pour l'exploitation de la mer (Ifremer) afin de retrouver l'épave du Titanic[réf. nécessaire]. En juillet, tandis que Ballard recherche les deux sous-marins nucléaires, l'équipe française dirigée par l'océanographe Jean-Louis Michel entame la recherche du Titanic à bord du navire océanographique Le Suroît.

## Implantation géographique

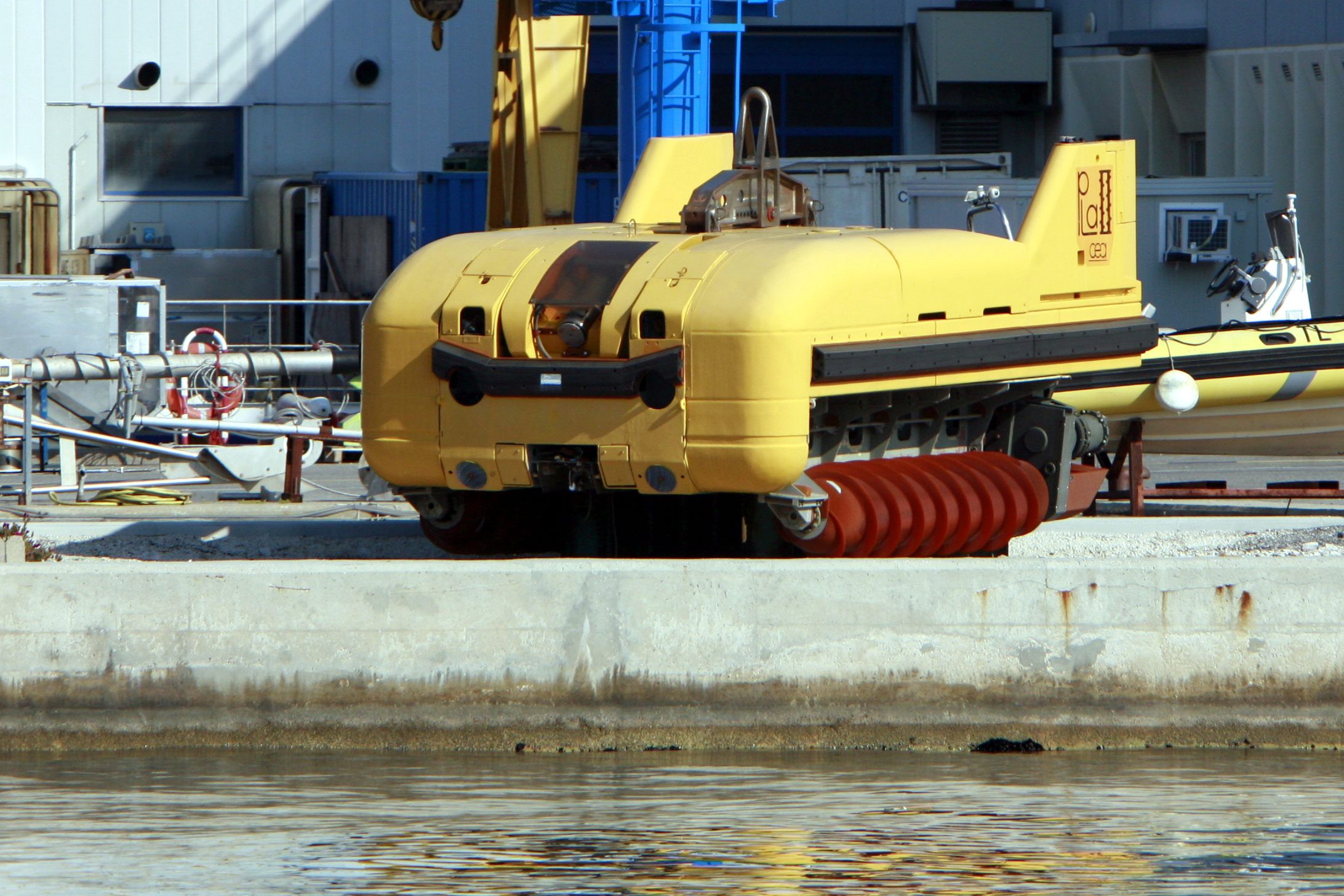
Un véhicule à propulsion par vis sans fin de l'Ifremer (La Seyne-sur-Mer).

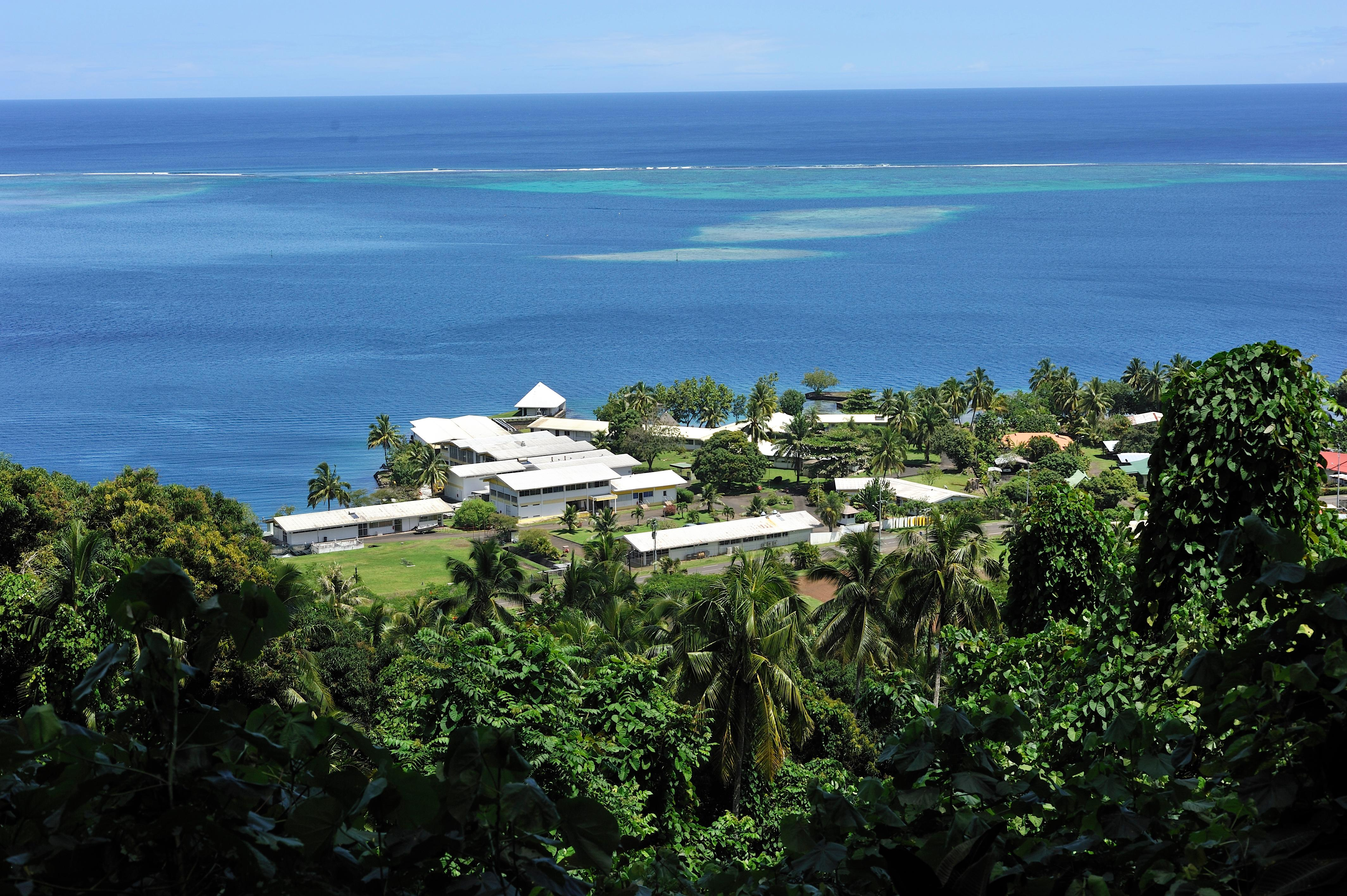
Tahiti
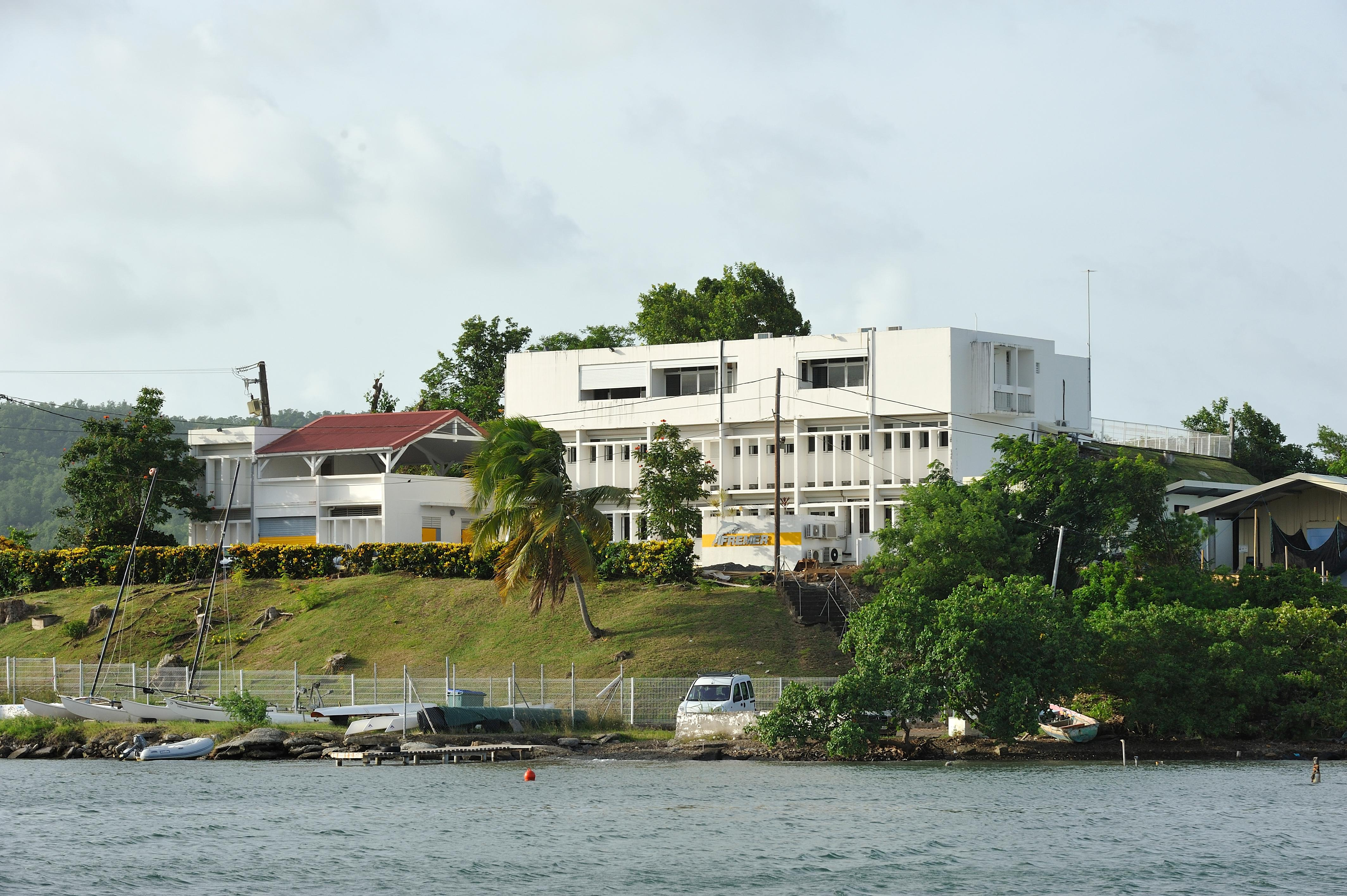
Antilles
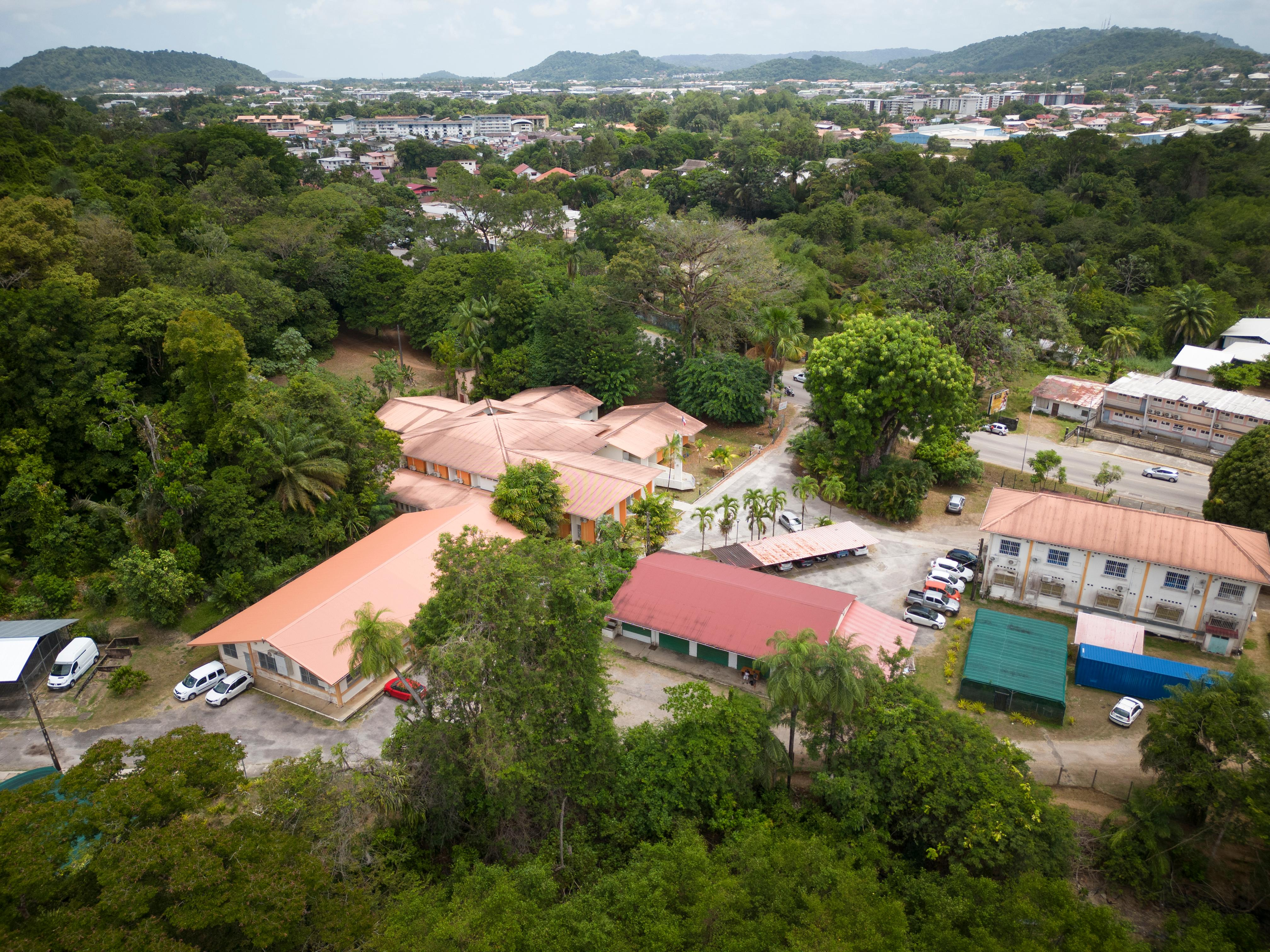
Guyane

L'Ifremer est présent dans 24 sites répartis sur tout le littoral métropolitain et dans les DROM-COM. L'Institut est composé de 5 centres (Boulogne, Brest, Nantes, Toulon et Tahiti), d'un siège social (Brest depuis le 1er janvier 2019, auparavant Issy-les-Moulineaux) et d'une vingtaine de départements de recherche rattachés à ces centres :
- Centre Manche-Mer du Nord (Boulogne-sur-Mer), associé à l'université de Lille[11] et au pôle de compétitivité Aquimer
  - Station de Port-en-Bessin
- Siège social et centre de Bretagne (Brest), coopérant étroitement avec l'Université de Bretagne occidentale
  - Station de Dinard
  - Station d'Argenton, à Landunvez
  - Station de Concarneau
  - Station de Lorient
- Centre Atlantique (Nantes)
  - Station de Bouin
  - Station de La Rochelle
  - Station de La Tremblade
  - Station d'Arcachon
  - Laboratoire de Bidart
- Centre Méditerranée (La Seyne-sur-Mer)
  - Station de Sète
  - Station de Palavas-les-Flots
  - Unité mixte de Montpellier
  - Station de San-Giuliano

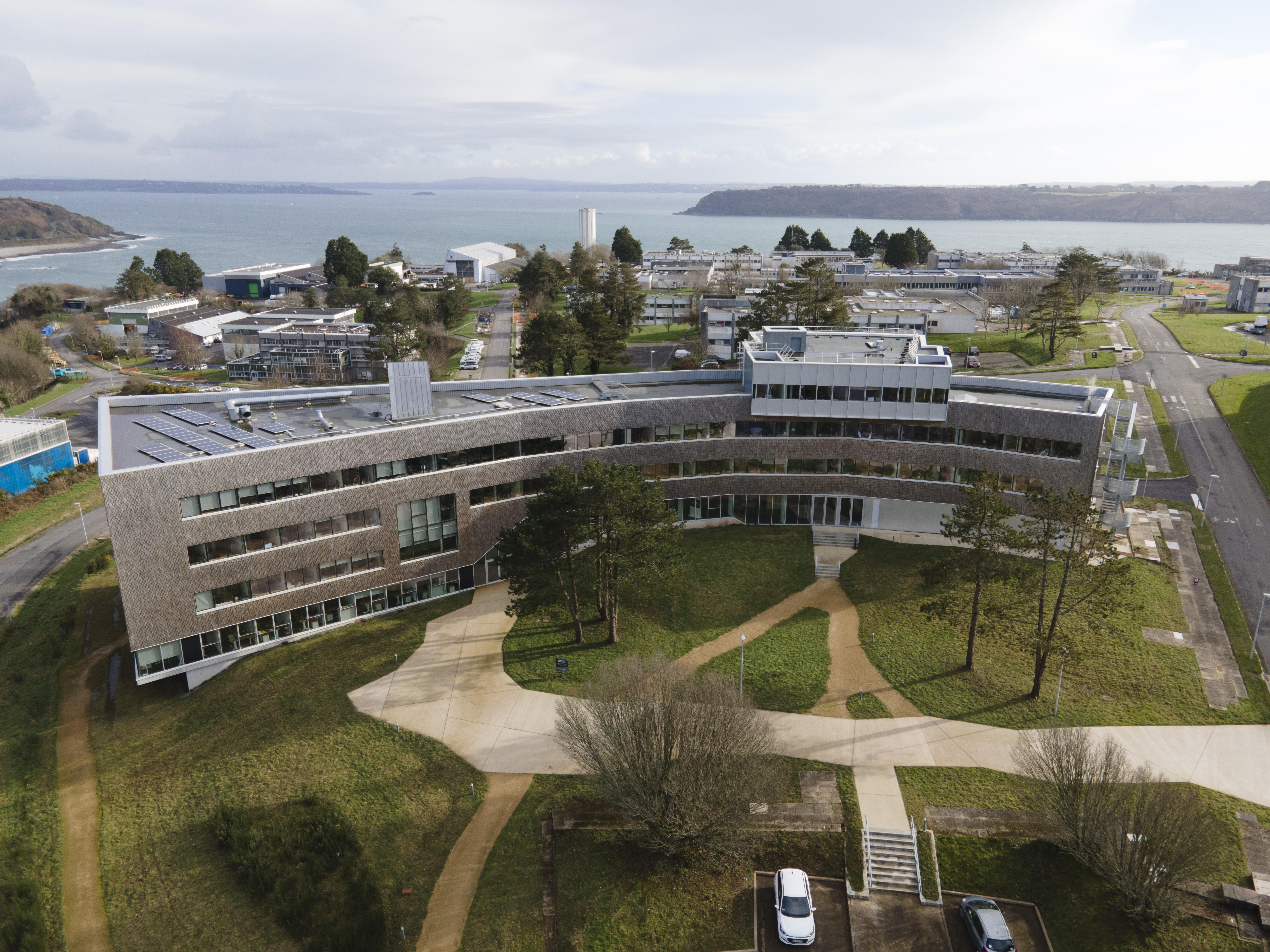
Siège social à Plouzané
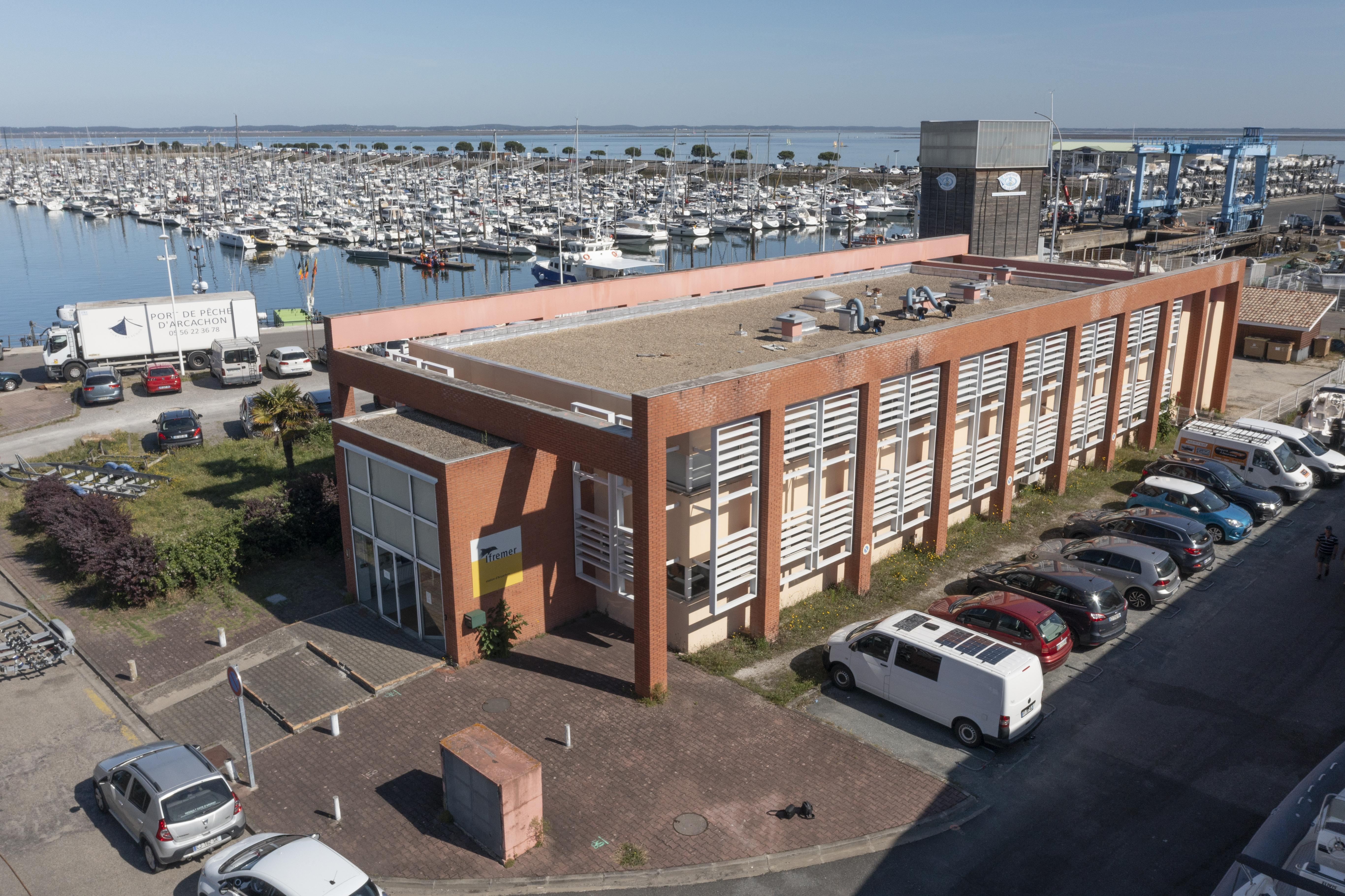
Arcachon
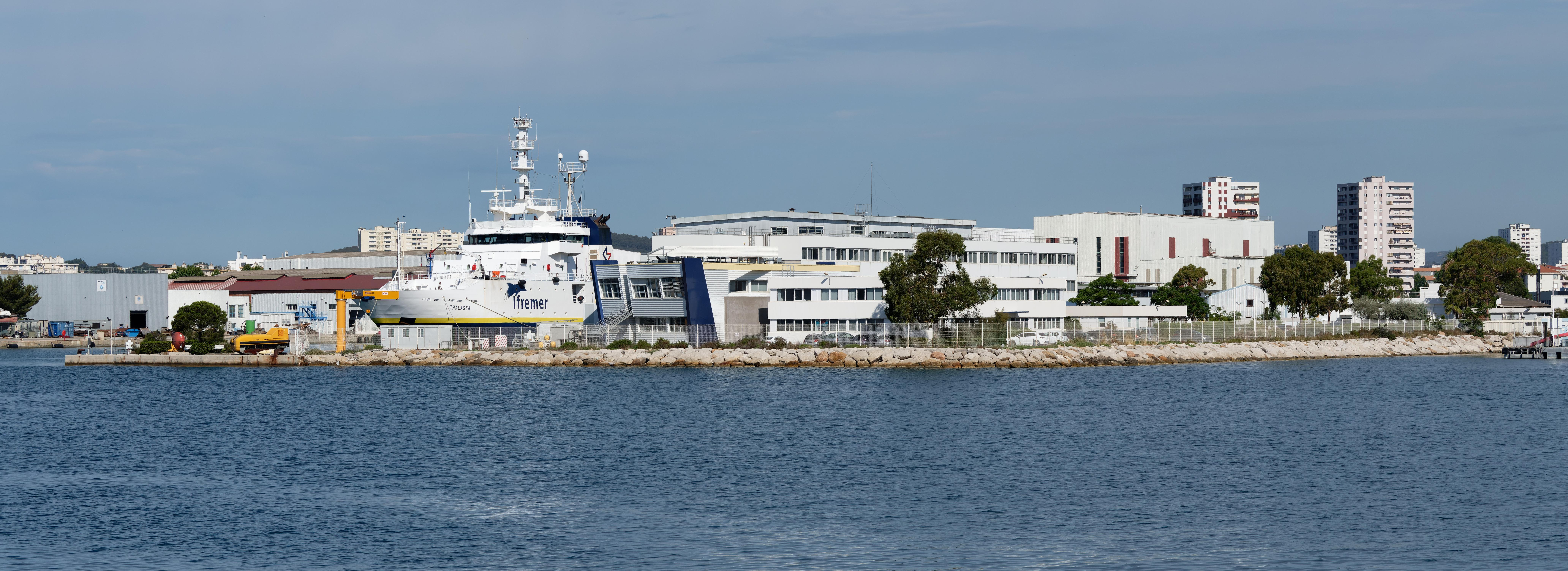
La Seyne-sur-Mer
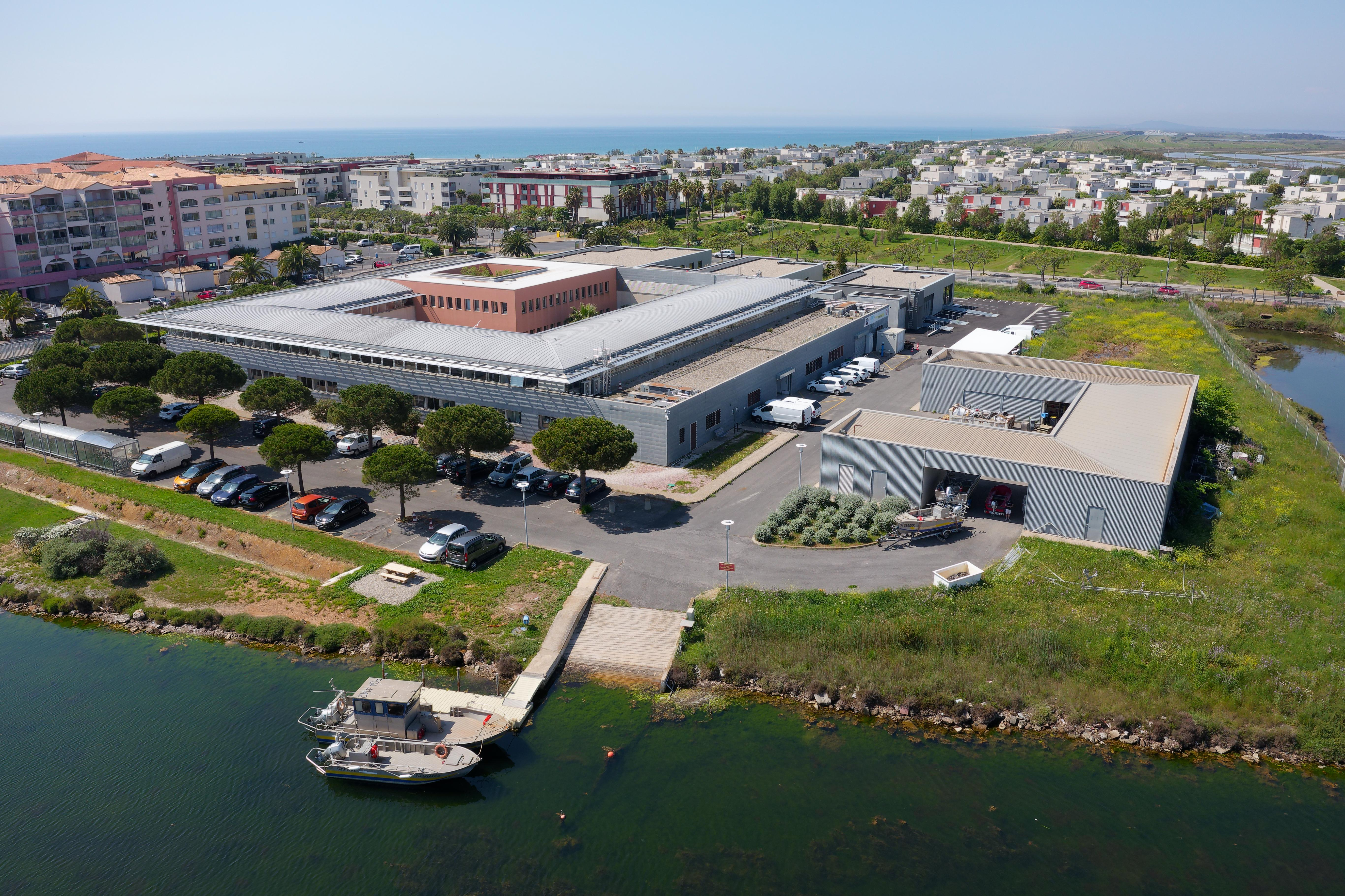
Sète

- Centre de Tahiti
- Délégation de Nouvelle-Calédonie
- Délégation de Guyane
- Délégation de La Réunion
- Délégation des Antilles

- Tahiti
- Antilles
- Guyane

## Coopérations internationales

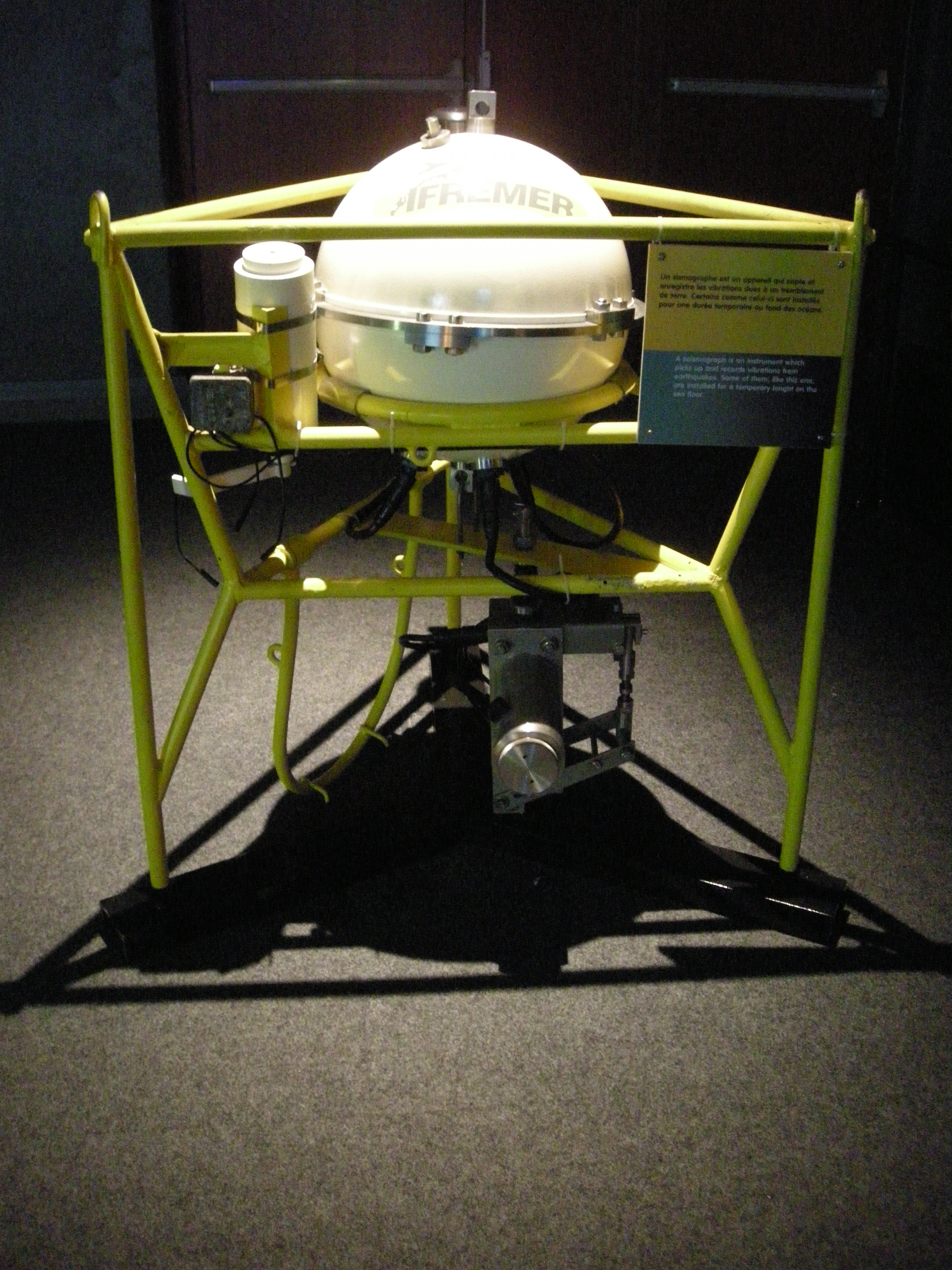
Sismographe pouvant être installé pour une durée temporaire au fond des océans

L'Ifremer participe activement aux travaux de l'Union européenne (programmes de la direction générale de la Recherche et de la direction générale de la Pêche) et au Marine Board de la Fondation européenne de la science (ESF).
Il est aussi membre d'organisations internationales œuvrant dans son domaine de compétence (Commission générale des pêches en Méditerranée, Commission océanographique intergouvernementale, convention Ospar, Conseil international pour l'exploitation de la mer).
Il contribue aux programmes internationaux de recherche (étude du climat, de l'environnement et de la biodiversité).
Il anime de nombreux accords bilatéraux (Japon, États-Unis, Canada, Australie, pays européens).

## Flotte
Les navires et équipements sous-marins de l'Ifremer sont gérés par Genavir, un armateur externe.

### Navires

#### Hauturiers

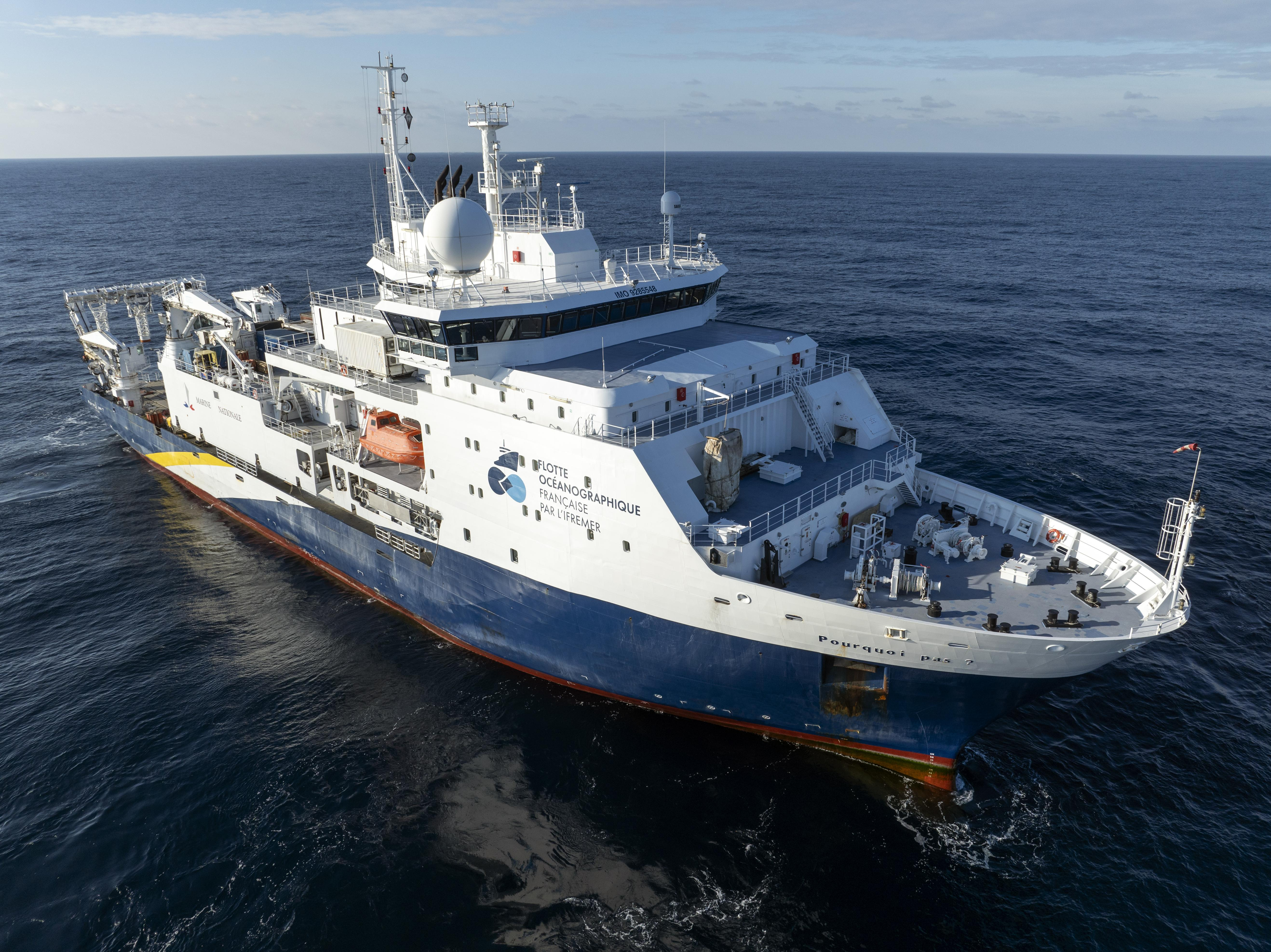
Pourquoi pas ? (co-financé par la Marine nationale et co-utilisé avec le SHOM)
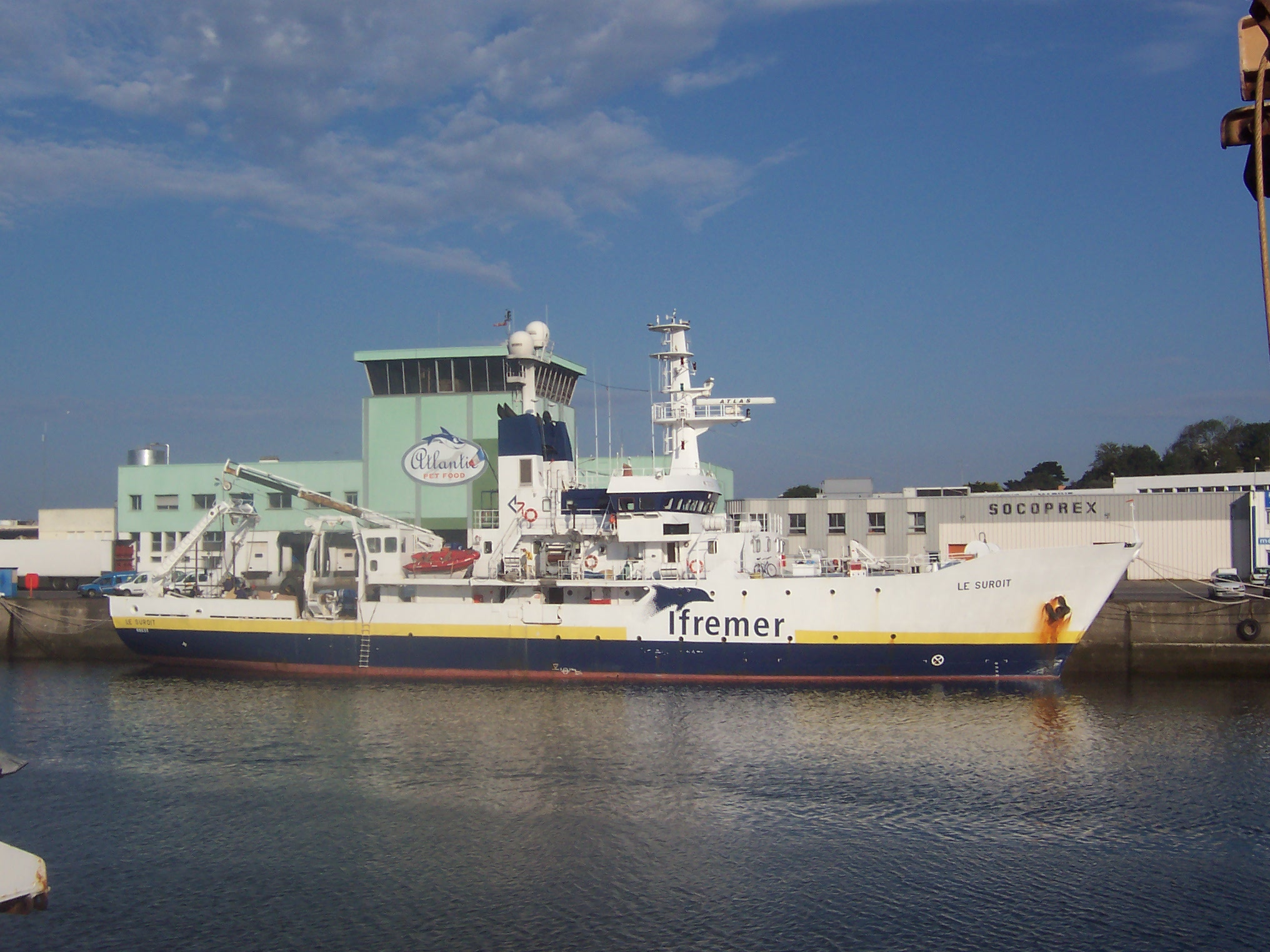
Le Suroît

- Thalassa
- L'Atalante

- Le Suroît (jusqu'en 2017)
- Le Noroît
- Le Cariolis

- Pourquoi pas ?
- Le Suroît

#### Semi-hauturier
- Anita Conti (à partir de 2026)

#### Côtiers

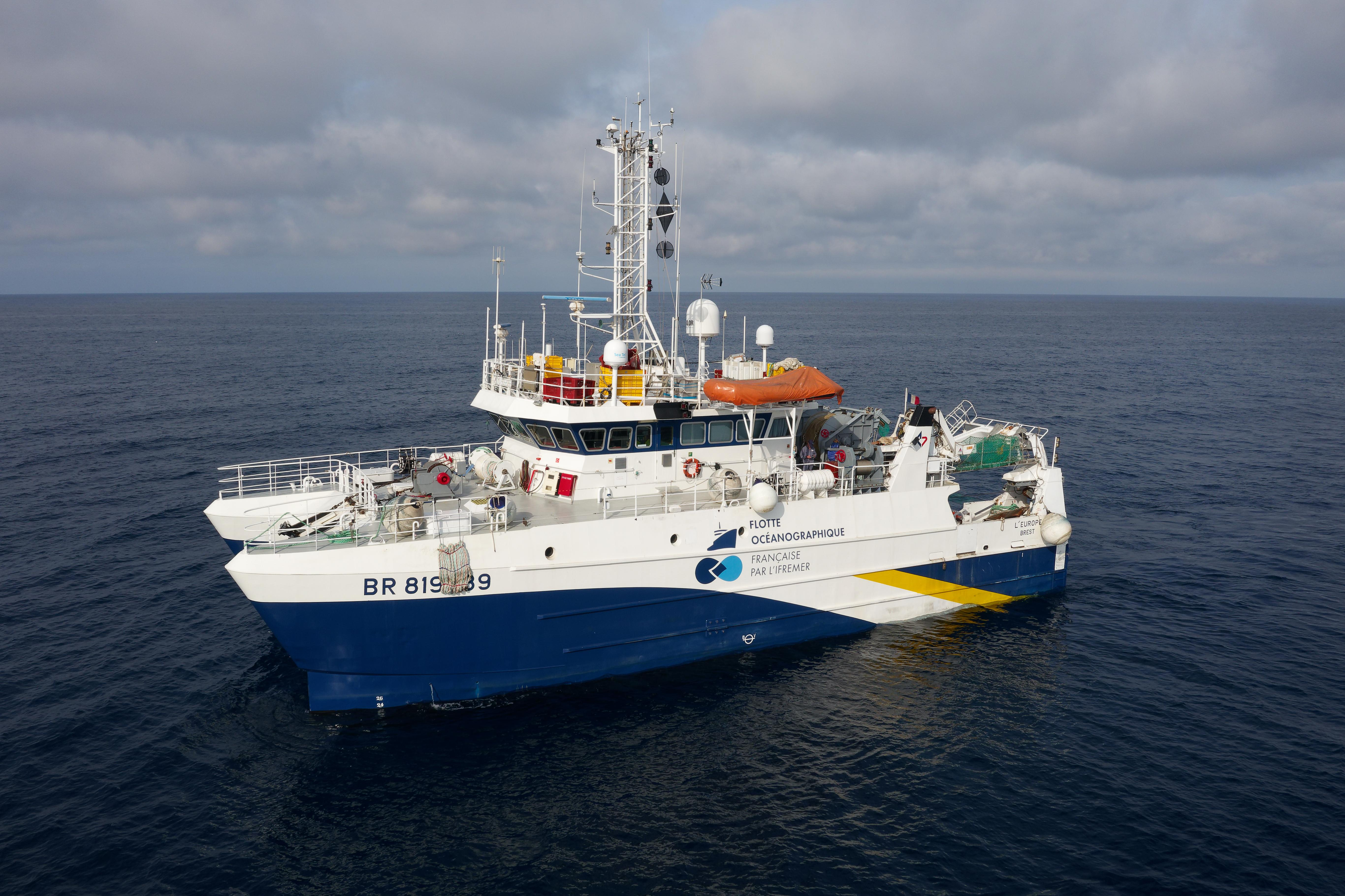
L'Europe
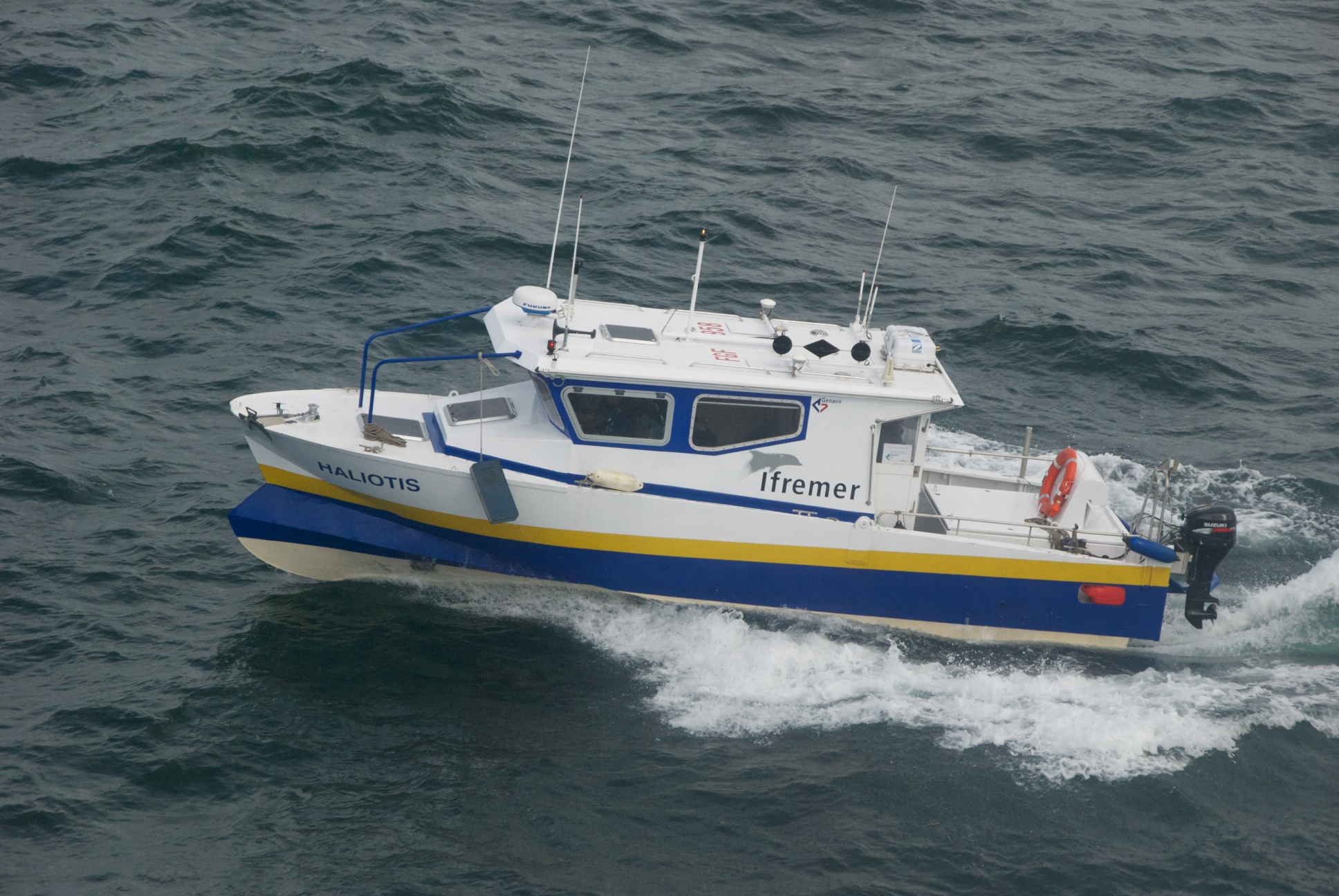
L'Haliotis
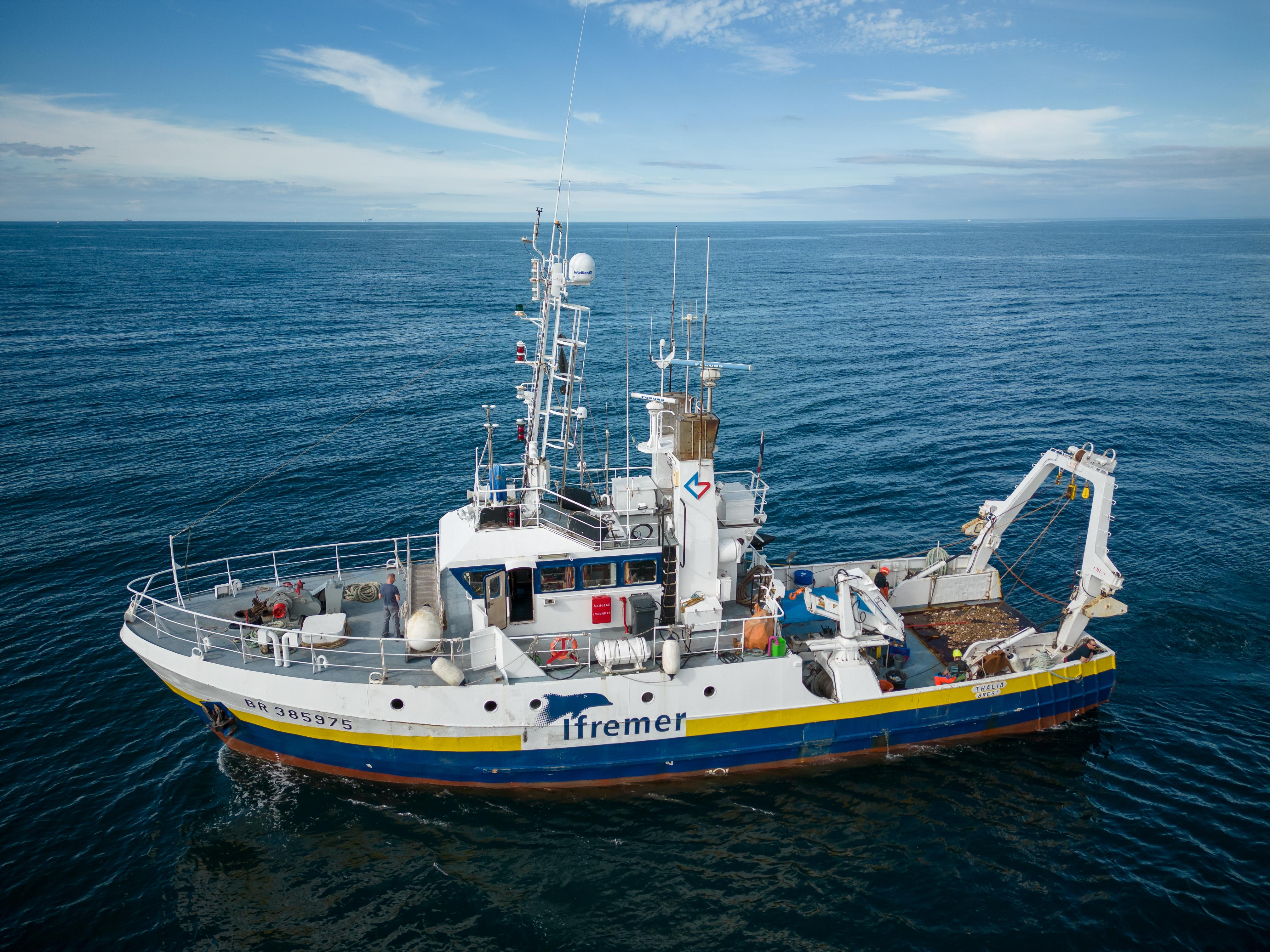
Thalia
- Gwen Drez

- L'Europe
- L'Haliotis
- Thalia

### Systèmes sous-marins
- Nautile (habité)
- ROBIN, ROBot d'Inspection du Nautile, (téléopéré depuis l'intérieur du Nautile)
- Cyana (plus en service)
- Victor 6000 (téléopéré depuis un navire de surface)
- SAR, Système acoustique remorqué (remorqué)
- Scampi, Système de CAméras Ponctuel Interactif (remorqué)
- HROV-Ariane (Hybrid Remotely Operated Vehicle)
- AsterX (AUV côtier)[12]
- IdefX (AUV côtier)[12]

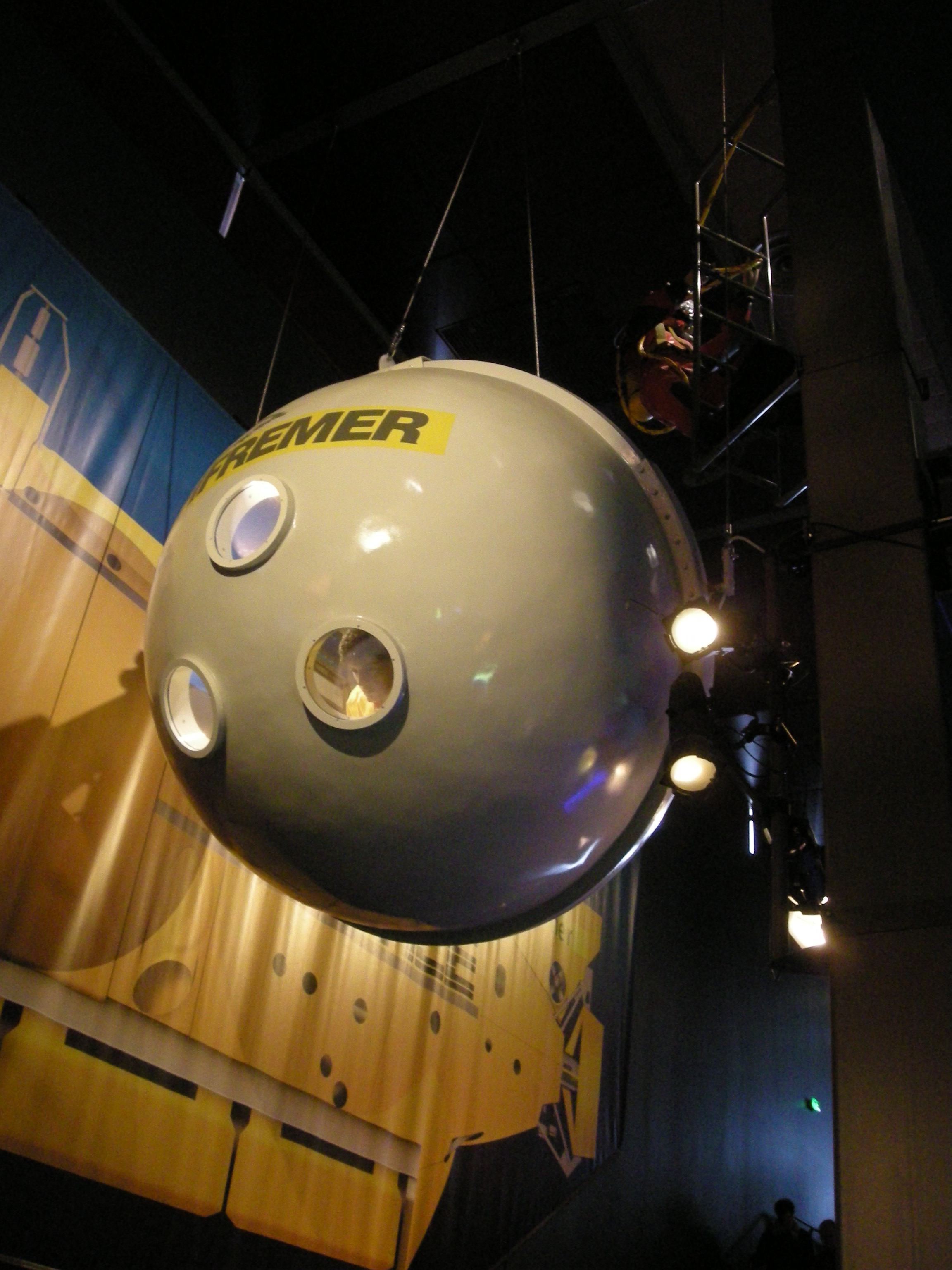
Engin d'observation sous-marine
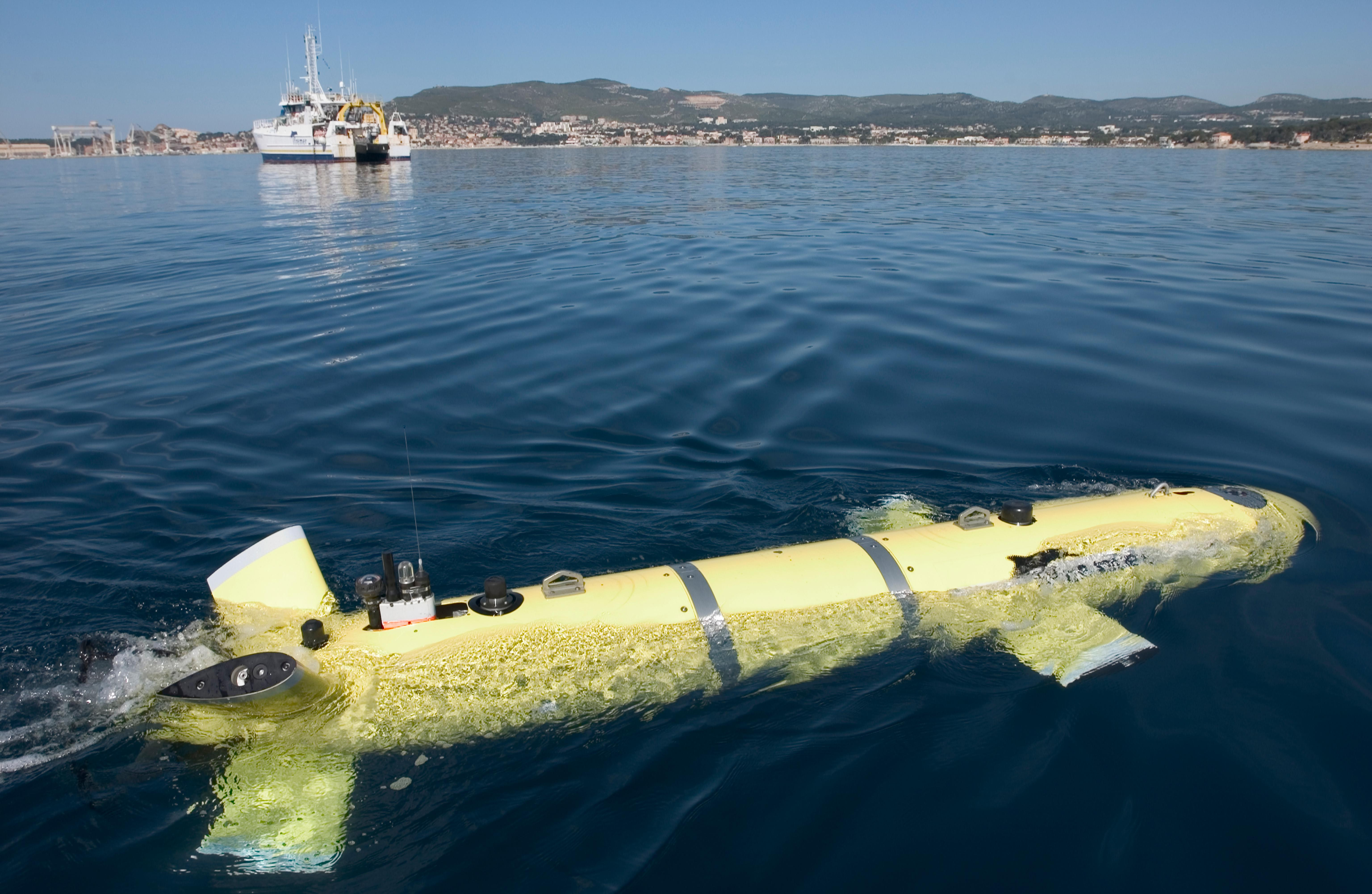
AsterX
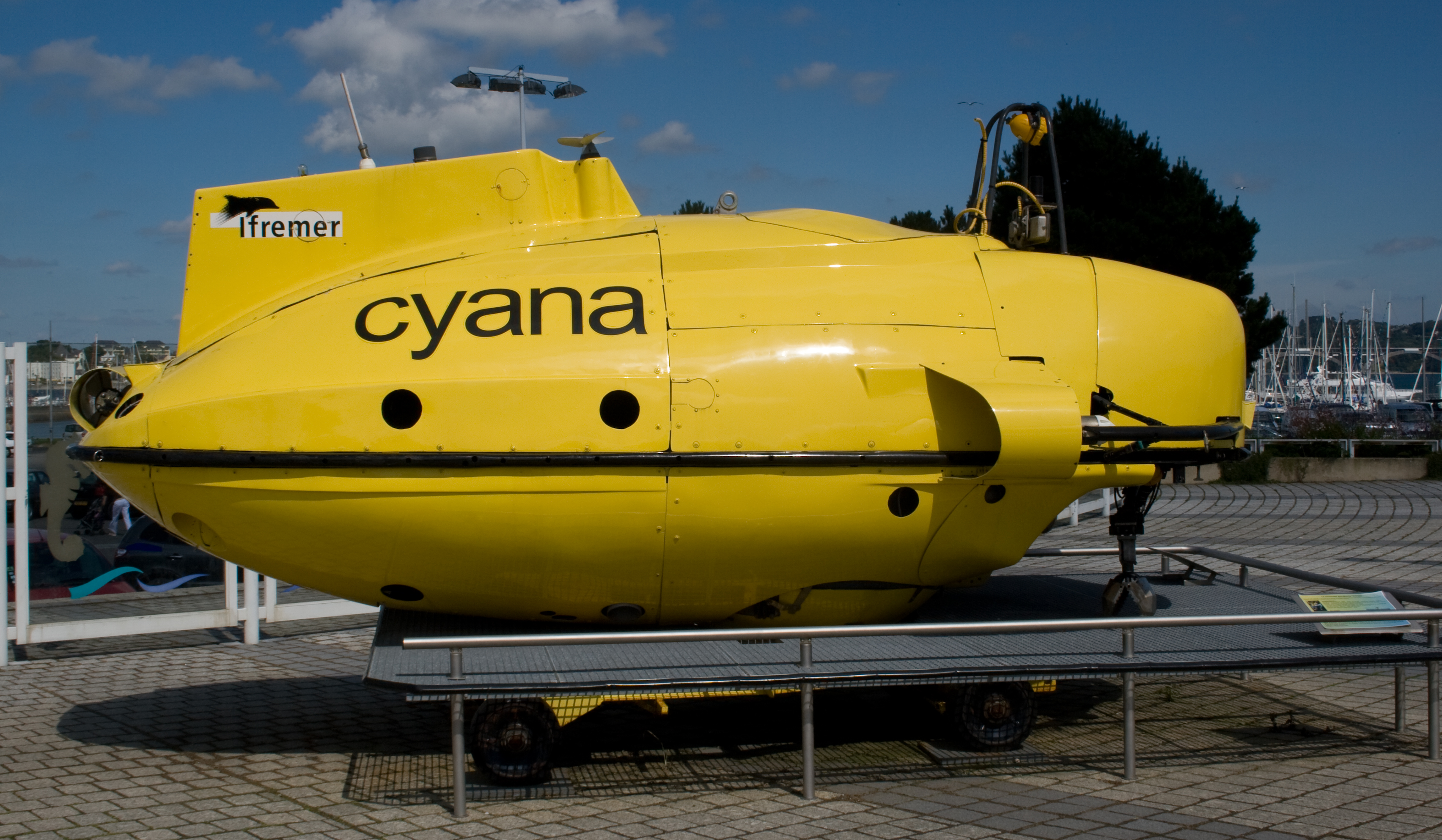
Cyana
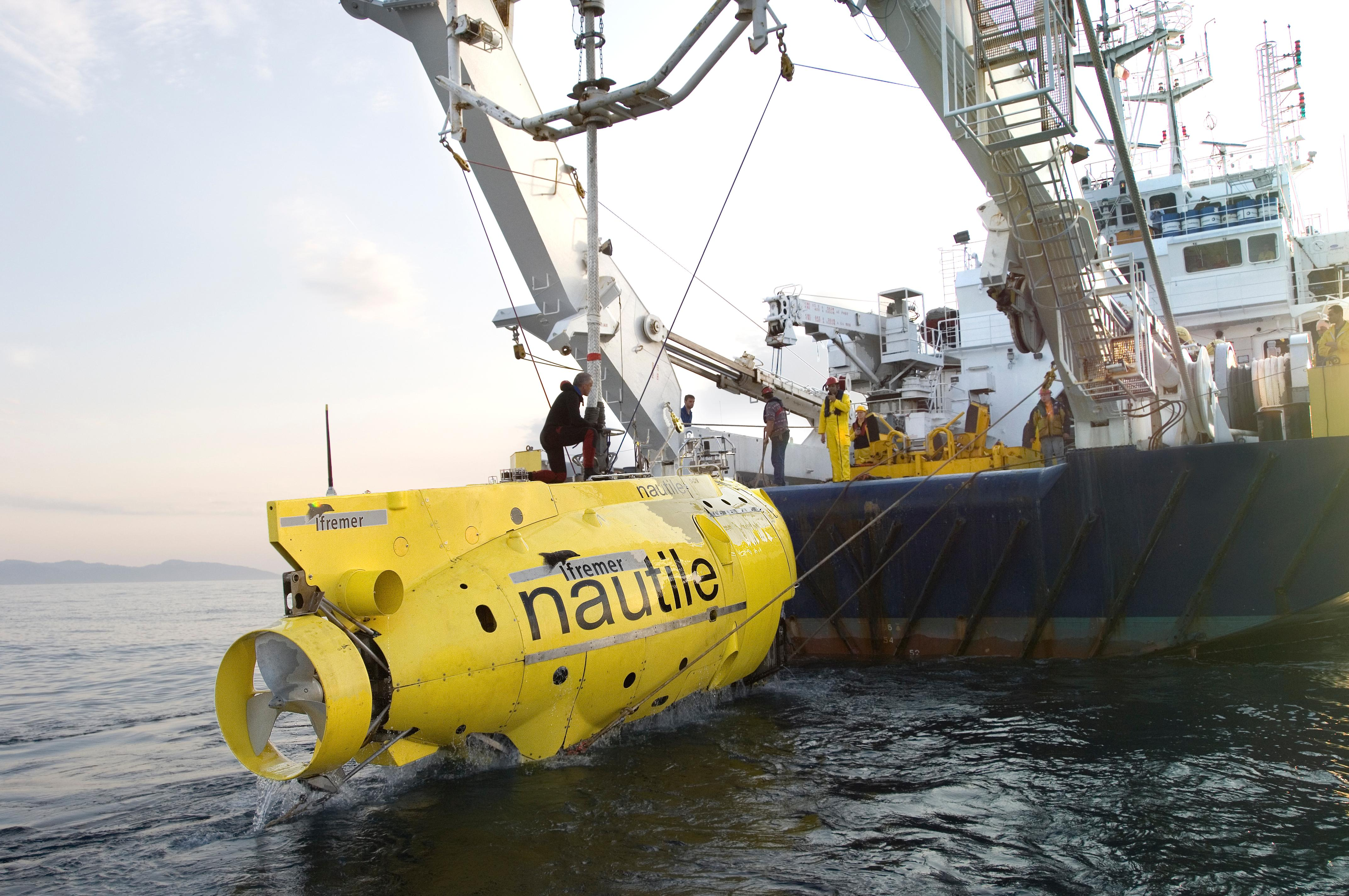
Le Nautile

## Présidents
L'Ifremer est dirigé par le président du conseil d'administration, nommé par décret pour cinq ans, et lui-même assisté par un directeur général délégué.
| Portrait  | Période               | Nom                   | Nomination                                 |
| --------- | --------------------- | --------------------- | ------------------------------------------ |
| 1984-1990 | Yves Sillard          |                       |                                            |
| 1990-1995 | Pierre Papon          |                       |                                            |
| 1995-2000 | Pierre David          |                       |                                            |
|           | 2000-2005             | Jean-François Minster |                                            |
| 2005-2013 | Jean-Yves Perrot      |                       |                                            |
|           | 2013-2018             | François Jacq         | Décrets 12 septembre 2013 et 18 juin 2015. |
|           | depuis septembre 2018 | François Houllier     |                                            |